# Роналд Норріш
Ро́налд Джордж Ре́йфорд Но́рріш (англ. Ronald George Wreyford Norrish; 9 листопада 1897, Кембридж — 7 червня 1978) — англійський хімік.

## Біографія
Після закінчення коледжу в Кембриджі (1915) брав участь у 1-й світовій війні 1914–1918 рр. як англійський військовослужбовець у військових діях в Європі (у 1918 — військовополонений). Потім займався науково-дослідницькою та педагогічною діяльністю, головним чином в Кембриджському університеті, де в 1937–1965 рр. очолював факультет фізичної хімії.

## Основні роботи
Основні праці з кінетики хімічних процесів.

## Нобелівська премія
Нобелівська премія з хімії (1967, спільно з Дж. Портером і М. Ейген) за дослідження надшвидких хімічних реакцій.